# Guatevisión
Guatevisión (acrónimo de Guatemala y TeleVisión y conocido legalmente bajo el nombre de TVN S.A.) es un canal de televisión abierta guatemalteco de programación generalista. Fue lanzado el 20 de marzo de 2003.

## Historia
Guatevisión fue lanzado el 20 de marzo de 2003 como un canal de televisión por suscripción por un grupo de empresarios que firmaron unos acuerdos con Univision y Venevisión para la transmisión de programación. El 28 de abril de 2011 Guatevisión se convirtió en un canal de televisión abierta al iniciar emisiones en el canal 25 por la banda UHF a nivel nacional.

## Programación

### Programas nacionales
- Auténticas
- Dulces Tentaciones
- El Termómetro
- Guatemala no se Detiene
- Guatemúsica
- Huitevisión
- Impacto Directo
- Los Investigadores Médicos
- Los Secretos Mejor Guardados
- Manos a la Olla
- Noticiero Guatevisión En Directo
- Noticiero Guatevisión Estelar
- Noticiero Guatevisión Dominical
- Pasión por las Motos
- Que Buen Trip
- Razón de Estado con Dionisio Gutiérrez
- Razón de Estado Dominical con Dionisio Gutiérrez
- Soñando en Familia
- Todo Sobre Ruedas
- Viva la Mañana

## Logotipo
- 14 de mayo de 2024-presente: El logotipo consta de una letra G blanca sobre un fondo azul donde sobresalen unas manchas de color azul, amarillo, rojo y verde y al lado sobresale el texto: GUATEVISION, debajo del mismo se encuentra el eslogan: ENCIENDE LO BUENO.[2]

## Eslóganes
- 2003-2004: Guatevisión, un canal independiente, honrado y digno
- 2004-2005: TV que impacta
- 2005-2015: Guatevisión, un canal como debe ser
- 2013: Guatevisión, 10 años de ser un canal como debe ser
- 2016-2024: Guatevisión, lo mejor que ves
- 2018 (15º Aniversario): Guatevisión, 15 años haciendo lo mejor que ves
- 2024-presente: Guatevisión, enciende lo bueno